# William Henry Young
William Henry Young (20. října 1863, Londýn – 7. července 1942, Lausanne) byl anglický matematik. Pracoval především v různých oblastech matematické analýzy, především v teorii míry, v oblasti Fourierových řad a v diferenciálním počtu. Je také známý díky významnému přínosu v oblasti teorie funkcí více komplexních proměnných. Je po něm pojmenována Youngova nerovnost a Hausdorffova-Youngova nerovnost. Byl manželem Grace Chisholmové Youngové a otcem Laurence Chisholma Younga – obou významných matematiků.